# Tambourissa floricostata
Tambourissa floricostata är en tvåhjärtbladig växtart som beskrevs av Alberto Judice Leote Cavaco. Tambourissa floricostata ingår i släktet Tambourissa och familjen Monimiaceae. Inga underarter finns listade i Catalogue of Life.